# Іван Асен II
Іван Асен II  (болг. Иван Асен II) — болгарський цар. За часів Івана Асена II Друге Болгарське царство досягло свого апогею. Контролював практично весь Балканський півострів, іменував себе «царем болгар, влахів і ромеїв (візантійців)». За значимістю правління Івана Асена II порівнюють лише з Симеоном Великим.
Син Івана Асена I, сам Іван Асен II іменував себе і представлявся як Іван Асен, син старого Асена.
Ім'я Асен на думку поета Драгоміра Петрова означає «благородний вовк» і має древньоболгарське коріння.

## Сходження на трон
Після сходження на престол царя Боріла, що затіяв гоніння на можливих претендентів на престол із роду Асенів, йому довелося рятуватися втечею. Він втік спочатку до половців, а потім в Галицько-Волинське князівство. У 1217 році із загоном найманців повернувся до Болгарії, взяв Боріла у облогу в Тирново на 7 місяців, і після падіння столиці захопив владу в країні. У 1218 році він проголосив себе болгарським царем.

## Внутрішня політика
Після вступу на трон Івана Асена ІІ внутрішні усобиці в Болгарії припинились. Болгари потребували сильної влади і почали успішно боротись із зовнішніми ворогами, які за часів царя Боріла відламували шматки болгарської території. Припинення усобиць благодатно позначилось на всьому царстві. Настав час економічного та культурного підйому. На відміну від Боріла новий цар не переслідував єретиків (зокрема богомілів).
Іван Асен ІІ встановив дружні відносини з Угорщиною, закріпивши їх шлюбом з дочкою угорського короля Андраша ІІ Анною-Марією і отримавши як придане Белградську та Бранічевську області. Досить спокійними були відносини з сербами..

## Зовнішня політика
У 1230 році деспот Епіру Феодор I Комнін раптово обернув війська і напав на Болгарське царство. Епір був однією з двох великих держав, які хотіли відновити Візантійську імперію, що припинила своє існування після взяття Константинополя 1204 року хрестоносцями. На місці Візантійської імперії виникла Латинська імперія, що займала деяку частину території Візантії.
Своїм нападом Феодор Комнін грубо порушив мирний договір, укладений між двома державами. Дізнавшись про вторгнення, Іван Асен II швидко зібрав невелике військо і рушив на ворога. Історики називають військо невеликим і висувають різні припущення, також посилаючись на швидкість і невеликий відрізок часу, за який воно було зібране. Одне з візантійських джерел того часу прямо говорить, що у тому війську не можна було злічити тисячі. Украй швидким маршем Іван Асен II досяг позиції Феодора Комніна. За різними джерелами відстань від столиці Тирново до вказаного місця військо пройшло в 3 рази швидше ніж звично.
Як прапор за наказом Івана II Асена використали спис, на якому повісили мирний договір, підписаний з Епірським деспотатом. 9 березня 1230 року, зайнявши вигідні позиції, Іван Асен II напав і завдав нищівної поразки епірському війську в битві при Клокотниці. У полон захопили імператора Феодора Комніна і всю його сім'ю, а також майже все епірське військо.
Іван Асен II відніс свою перемогу заступництву Сорока Севастійських мучеників, пам'ять яких шанують 9 березня. В подяку цар побудував або відновив церкву (залишається не до кінця з'ясованим), що була на цьому місці, на честь Сорока мучеників і залишив знаменний напис на колоні Собору на згадку про славну перемогу:

В лето 6738 [1230], индикт 3, аз, Иван Асен, в Христа Бога верен цар и самодържец на българите, син на стария цар Асен, издигнах из основа и с живопис украсих докрай пречестната тази църква в името на светите 40 мъченици, с помощта на които в дванадесетата година от царуването си, в която година се изписваше този храм, излязох на война в Романия [Тракия] и разбих гръцката войска, а самия цар кир Теодор Комнин взех в плен с всичките му боляри. И цялата му земя от Одрин и до Драч превзех, гръцка още и арбанашка [албанска] и сръбска; а пък градовете, които се намират около Цариград, и самия този град владееха фръзите [латинците], но и те се покоряваха под ръката [скиптъра] на моето царство, понеже нямаха друг цар освен мене и благодарение на мене прекарваха дните си [съществуваха], тъй като Бог така заповяда, понеже без Него нито дело, нито слово не се извършва. Нему слава вовеки, амин.

Церква знаменна також тим, що в ній поховали самого царя Іван Асена II, царя Калояна (урочисто перепоховали його 19 квітня 2007 року у присутності президента Болгарії Георгія Пирванова), цариць Анну-Марію та Ірину. У цьому храмі 22 вересня 1908 року болгарський князь Фердинанд урочисто оголосив незалежність Болгарії.
Болгарський цар поставився гуманно і подарував життя епірському правителеві і всій його сім'ї. Але на цьому його милосердя не закінчилося. Він велів відпустити всіх воїнів ворога додому, не заподіявши справедливої помсти, що було украй незвичайним в ті часи. Це його рішення мало величезне політичне значення. Епірські воїни, повертаючись додому, рознесли скрізь по своїй дорозі його славу, як людинолюбного, миролюбного і милосердного царя.
Іван Асен II повів свою армію на територію ворога і поступово захопив її безкровно, оскільки скрізь, де він підступав, люди і міста зустрічали його радісно і погоджувалися бути підвладними йому. Так у подальших роках практично без боїв цар Іван Асен II завоював велику частину сучасної Греції і майже всю Албанію.

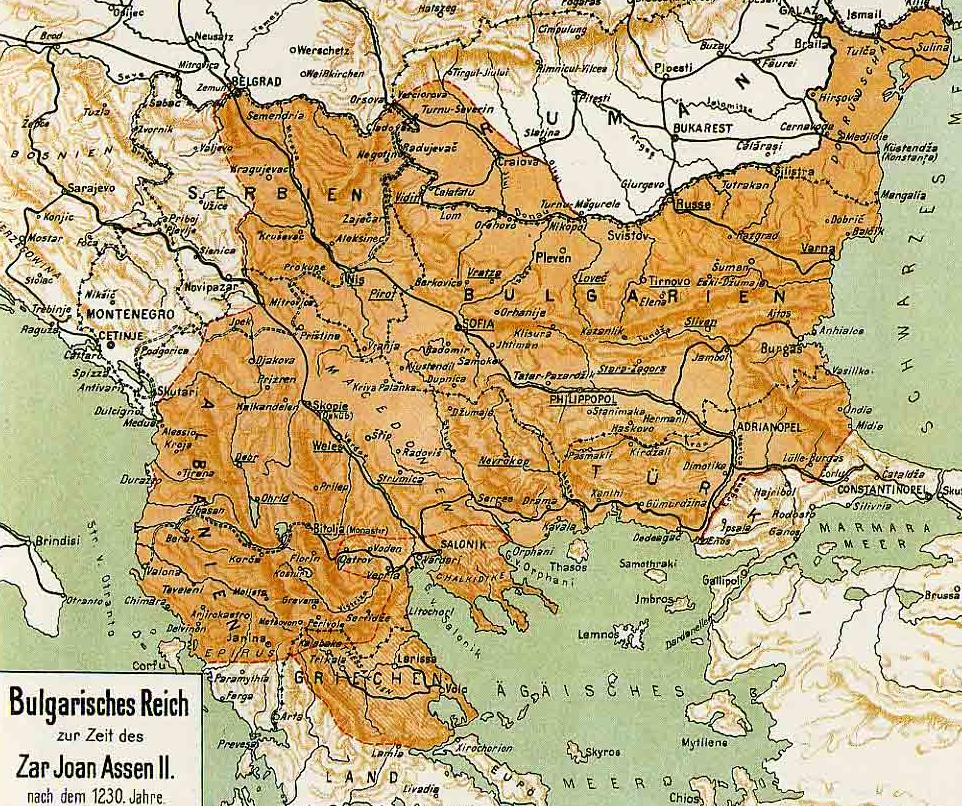
Болгарія за Івана Асеня ІІ

У результаті Болгарія вийшла до трьох морів — Чорного, Егейського та Адріатичного. Вона стала найсильнішою державою на Балканах.

## Економічний та культурний розквіт
Зміцнення держави дало можливість стрімкому розвитку культури. Іван Асен як міг прикрашав болгарську столицю Тирново. Фактично у цей час сформувались тирновські художня та архітектурна школи.
Іван Асен ІІ став першим болгарським царем, який почав карбувати власну монету. Золоті болгарські монети високо цінувались на середземноморських ринках. У 1230 році надав право вільної торгівлі дубровницьким купцям у Болгарії в обмін на таке ж право для болгарських купців («Дубровницька грамота»).
Могутність царя підтверджував його титул — «болг. Йоан Асен, цар на българите и гърците». (Іван Асен цар болгар і греків)

## Перемога над монголами. Смерть царя
Наприкінці життя в 1241 році Іван Асен розбив монгольські війська хана Батия, що збільшило його славу. Почувши, що помер хан Угедей, Батий вирушив з військами з Угорщини до Монголії, щоб обійняти ханський престол. Частина військ Батия вирішила пройти через Болгарію, але була розбита військами Івана II Асена. У ті роки Золота Орда викликала жах у всій Європі та Азії, і поголос про те, що болгарський цар зовсім розбив страшних монголів, мав великий позитивний відгук сучасників.
Помер Іван Асен ІІ 24 червня 1241 року.

## Родина
Першою дружиною була Анна (яка під час постригу прийняла ім'я Анісія), яка однак так і не стала йому законною дружиною. Від неї мав двох дочок
- Марія, вийшла заміж за Мануїла Комніна, брата епірського деспота Тедора Комніна (1215—1230 роки);
- Белослава, вийшла заміж за сербського короля Стефана Владислава I.

Пізніше одружився з Анною Марією, дочкою угорського короля Андраша II (1204—1235 роки). Від цього шлюбу мав:
- Олена, вийшла заміж за нікейського імператора Теодора II Ласкаріса;
- Тамара;
- Коломан I Асен;
- Петир — помер у дитинстві.

Від наступної дружини Ірини Комніни (монахиня Ксенія), дочки епірского деспота Теодора Комніна (1215—1230 роки), мав:
- Анна-Теодора вийшла заміж за себастократора Петра;
- Марія, вийшла заміж за боярина Міцо Асеня, майбутнього царя;
- Михайло I Асен, одружений з руською княжною Єлизаветою Ростиславівною.

## Пам'ять
На його честь названо мис та затока «Цар Иван Асен» на острові Сміт, Південні Шетландські острови в Антарктиці. Середньовічну фортецю Асенова Фортеця поблизу Асеновграда названо на честь царя.  